# Lammersdorf
Lammersdorf is een plaats in de Duitse gemeente Simmerath, deelstaat Noordrijn-Westfalen, en telt 2596 inwoners (2012).
Het westelijke deel van Lammersdorf wordt van de rest afgesneden door de Vennbahn, die officieel onder België valt. Tussen Lammersdorf en Roetgen ligt nog meer grondgebied met dezelfde status waarvan het Roetgener Wald het grootste deel vormt. Dit gebied samen vormt door de situatie rond de Vennbahn een exclave van Duitsland.

## Geschiedenis
Lammersdorf werd voor het eerst vermeld in 1361 als Lamberscheyt. Het maakte tot 1794 deel uit van het Hertogdom Gulik. Toen Lammersdorf in 1815 aan Pruisen kwam, werd het een zelfstandige gemeente, maar in 1850 werd het opgenomen in de gemeente Simmerath. Omstreeks 1700 kwam er een klein kerkgebouw. De plaats bleef tot ongeveer 1900 erg klein, en marginale veehouderij was het enige bestaansmiddel. In 1924 vestigde zich de firma Otto Junker in Lammersdorf, welke een watergekoelde coquille in productie nam en ook diverse industriële ovens ging produceren. In de jaren '60 van de 20e eeuw werkten hier 1200 mensen, waardoor ook tal van dienstverlenende bedrijven zich ontwikkelden.
Tijdens de opmars van de geallieerden in 1944 werd Lammersdorf het middelpunt van beschietingen.
In de jaren '50 en '60 van de 20e eeuw was er een verbindingscentrum van de NAVO in Lammersdorf gevestigd.

## Bezienswaardigheden
- Landbouwmuseum (Bauernmuseum), een heemkundig museum.
- Sint-Jan de Doperkerk, van 1901
- Televisietoren, in staalvakwerkbouw

## Natuur en landschap
Lammersdorf ligt ver boven de 500 meter, het hoogste punt is zelfs 583 meter. De Vennbahn bereikt hier zijn hoogste punt. Tegenwoordig is het een fietspad. De Hoge Venen en de Eifel zijn de omringende landschappen. Ten oosten van Lammersdorf ligt de Kalltalsperre met stuwmeer.

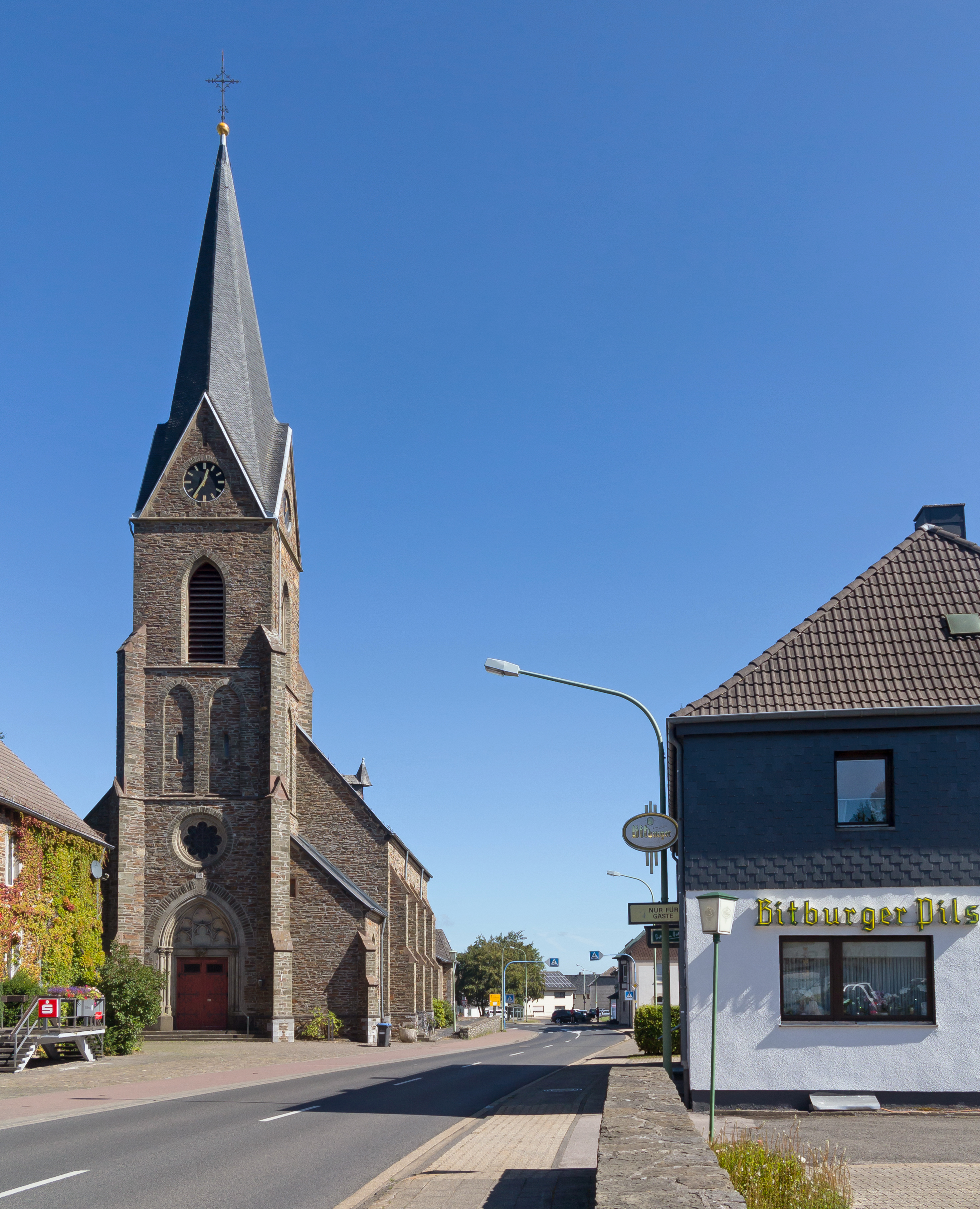
Katholieke kerk in straatzicht

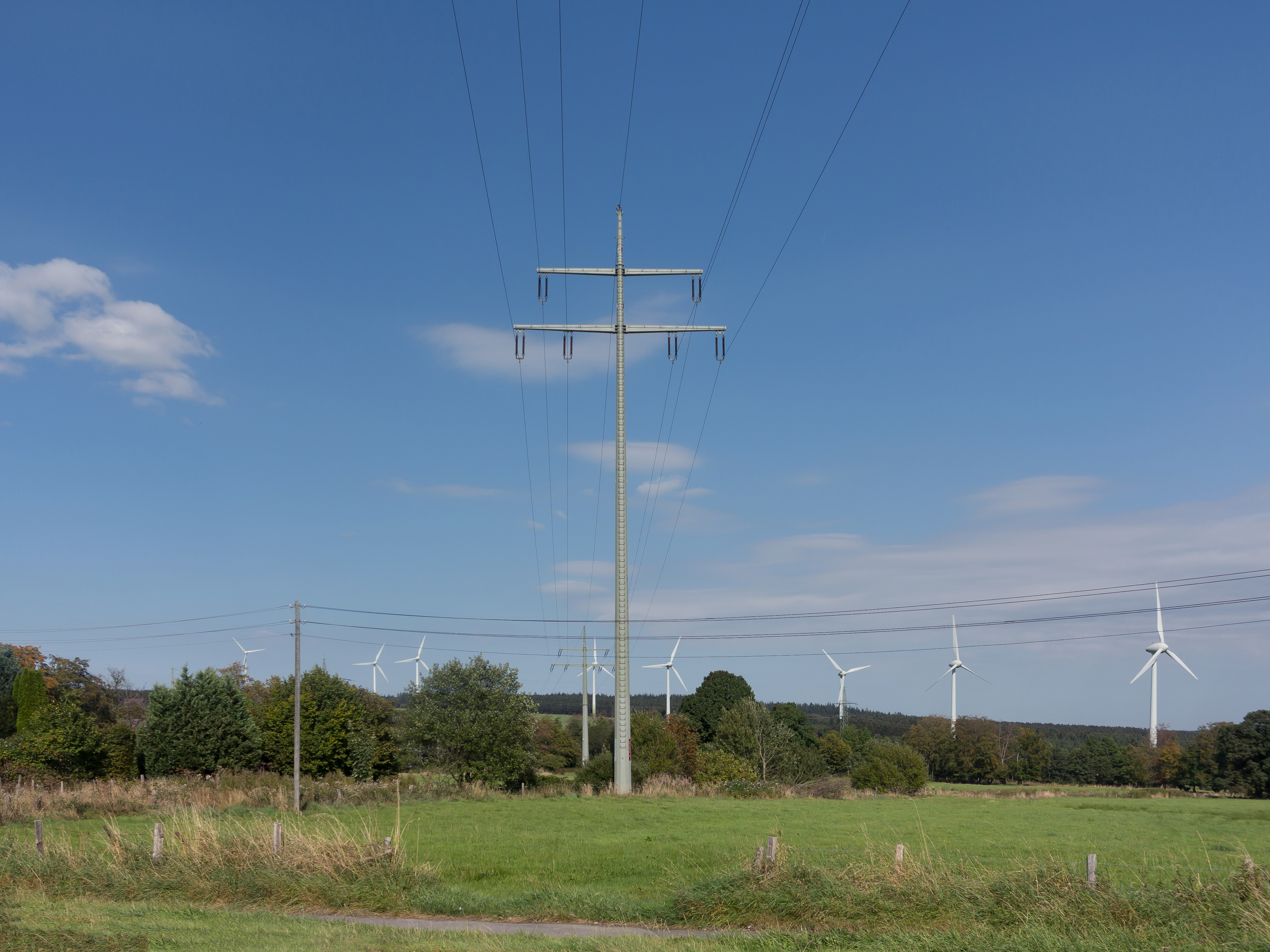
Panorama met elektriciteitsmast en moderne windmolens

## Nabijgelegen kernen
Roetgen, Simmerath, Rollesbroich, Vossenack
Dedenborn · Eicherscheid · Einruhr · Erkensruhr · Hammer · Hirschrott · Huppenbroich · Kesternich · Lammersdorf · Paustenbach · Rollesbroich · Rurberg · Simmerath · Steckenborn · Strauch · Witzerath · Woffelsbach

Stedenregio Aken · Regierungsbezirk Keulen · Noordrijn-Westfalen